# Primer ministro de Santo Tomé y Príncipe
El Primer ministro de Santo Tomé y Príncipe es el jefe de gobierno de la República Democrática de Santo Tomé y Príncipe. Es designado por el Presidente de la República del partido más votado en las elecciones legislativas. El cargo fue creado el 12 de julio de 1975 con la independencia del país. Durante un período en el régimen socialista presidencial de Manuel Pinto da Costa, entre 1979 y 1988, no existió el cargo de Primer ministro. Durante la transición democrática se reintrodujo el cargo.

## Lista de Primeros ministros de Santo Tomé y Príncipe
| N.º                                                                           | Imagen | Nombre (Birth–Death)                 | Período de gobierno      | Período de gobierno      | Partido político |
| ----------------------------------------------------------------------------- | ------ | ------------------------------------ | ------------------------ | ------------------------ | ---------------- |
| 1                                                                             |        | Miguel Trovoada (1936–)              | 12 de julio de 1975      | 9 de abril de 1979       | MLSTP/PSD        |
| Cargo abolido (9 de abril de 1979 - 8 de enero de 1988)                       |        |                                      |                          |                          |                  |
| 2                                                                             |        | Celestino Rocha da Costa (1938–2010) | 8 de enero de 1988       | 7 de febrero de 1991     | MLSTP/PSD        |
| 3                                                                             |        | Daniel Daio (1947–)                  | 7 de febrero de 1991     | 16 de mayo de 1992       | PCD-GR           |
| 4                                                                             |        | Norberto Costa Alegre (1951–)        | 16 de mayo de 1992       | 2 de julio de 1994       | PCD-GR           |
| 5                                                                             |        | Evaristo Carvalho (1941–)            | 7 de julio de 1994       | 25 de octubre de 1994    | ADI              |
| 6                                                                             |        | Carlos da Graça (1931–2013)          | 25 de octubre de 1994    | 15 de agosto de 1995     | MLSTP/PSD        |
| Golpe de Estado. Legislatura suspendida (15 de agosto - 21 de agosto de 1995) |        |                                      |                          |                          |                  |
| (6)                                                                           |        | Carlos da Graça (1931–2013)          | 21 de agosto de 1995     | 31 de diciembre de 1995  | MLSTP/PSD        |
| 7                                                                             |        | Armindo Vaz d'Almeida (1953–)        | 31 de diciembre de 1995  | 19 de noviembre de 1996  | MLSTP/PSD        |
| 8                                                                             |        | Raul Bragança Neto (1946–2014)       | 19 de noviembre de 1996  | 5 de enero de 1999       | MLSTP/PSD        |
| 9                                                                             |        | Guilherme Posser da Costa (1953–)    | 5 de enero de 1999       | 26 de septiembre de 2001 | MLSTP/PSD        |
| (5)                                                                           |        | Evaristo Carvalho (1941–)            | 26 de septiembre de 2001 | 28 de marzo de 2002      | ADI              |
| 10                                                                            |        | Gabriel Costa (1954–)                | 28 de marzo de 2002      | 7 de octubre de 2002     | MLSTP/PSD        |
| 11                                                                            |        | Maria das Neves (1958–)              | 7 de octubre de 2002     | 16 de julio de 2003      | MLSTP/PSD        |
| Golpe de Estado. Legislatura suspendida (16 de julio - 23 de julio de 2003)   |        |                                      |                          |                          |                  |
| (11)                                                                          |        | Maria das Neves (1958–)              | 23 de julio de 2003      | 18 de septiembre de 2004 | MLSTP/PSD        |
| 12                                                                            |        | Damião Vaz d'Almeida (1951–)         | 18 de septiembre de 2004 | 8 de junio de 2005       | MLSTP/PSD        |
| 13                                                                            |        | Maria do Carmo Silveira (1960–)      | 8 de junio de 2005       | 21 de abril de 2006      | MLSTP/PSD        |
| 14                                                                            |        | Tomé Vera Cruz (1955–)               | 21 de abril de 2006      | 14 de febrero de 2008    | MDFC-PL          |
| 15                                                                            |        | Patrice Trovoada (1962–)             | 14 de febrero de 2008    | 22 de junio de 2008      | ADI              |
| 16                                                                            |        | Joaquim Rafael Branco (1953–)        | 22 de junio de 2008      | 14 de agosto de 2010     | MLSTP/PSD        |
| (15)                                                                          |        | Patrice Trovoada (1962–)             | 14 de agosto de 2010     | 12 de diciembre de 2012  | ADI              |
| (10)                                                                          |        | Gabriel Costa (1954–)                | 12 de diciembre de 2012  | 25 de diciembre de 2014  | MLSTP/PSD        |
| (15)                                                                          |        | Patrice Trovoada (1962–)             | 25 de diciembre de 2014  | 3 de diciembre de 2018   | ADI              |
| 17                                                                            |        | Jorge Bom Jesus (1962–)              | 3 de diciembre de 2018   | 10 de noviembre de 2022  | MLSTP/PSD        |
| (15)                                                                          |        | Patrice Trovoada (1962–)             | 11 de noviembre de 2022  | 6 de enero de 2025       | ADI              |
| 18                                                                            |        | Ilza Amado Vaz (?–)                  | 9 de enero de 2025       | 12 de enero de 2025      | ADI              |
| 19                                                                            |        | Américo Ramos (1957–)                | 12 de enero de 2025      | presente                 | ADI              |